# Cool Down
Unter Cool Down (engl. für: ‚Abkühlung‘, ‚herunterkühlen‘), Abwärmen oder Auslaufen versteht man im Sport das Ende einer Trainingseinheit, bei der der Kreislauf wieder heruntergefahren werden soll. Auch nach Wettkämpfen wird „ausgelaufen“. Auch Pferde müssen nach der Arbeit abgekühlt werden. Cool Down ist das Gegenstück zum „Warm Up“ – dem Aufwärmen.

## Zweck
Cool Down besteht meist aus lockerem Laufen und Dehnung. Dazu kommen gegebenenfalls einfache Übungen, die dieselben Muskeln ansprechen wie das vorangegangene Training, die dabei aber weniger beansprucht werden.
Ein Cool Down gehört genau wie das Aufwärmen zu einem beanspruchenden Training dazu. Der Körper kann sich dann besser auf das Ende der Belastung vorbereiten. Das Dehnen (Stretching), das angeblich die Muskelregeneration fördert, ist umstritten. Das Cool Down führt zu einer Reduzierung von Muskelkater.

## Nach Sport Kältebehandlung
In Deutschland gehört es in manchen Sportarten zum Cool-Down-Ritual, sich nach dem Spiel im angenehm warmen Entmüdungsbecken zu entspannen. Amerikanische Sportler hingegen treffen sich an der Eisbox und reiben ihre Beine mit Eiswürfeln ab, wenn sie nicht gleich die Beine bis zum Knie in der Eiswürfelbox versenken. Das ggf. auch mit Eis Abkühlen hat zumindest im Hinblick auf in kurzem Abstand folgende Wettkämpfe (z. B. im Rahmen eines Fußballturniers) eine hochsignifikant bessere Leistung zur Folge. Während durch das warme Wasser Ermüdungsrückstände (z. B. Laktat) schneller abgebaut werden können, dient das kalte Wasser der Vorbeugung von Muskelkater, da sich so am ehesten Mikrotraumata in der Muskulatur begrenzen lassen.

## Weitere Bedeutung
Der Begriff wird auch als eine aus dem Englischen stammende Redewendung, die auch in der deutschsprachigen Literatur verwendet wird und so viel bedeutet wie „Aufregung beilegen“, wieder Cool werden (Vokativ) gebraucht.
Siehe auch Cooling-off-Periode (Wirtschaft)